# カスピアン航空
カスピアン航空（カスピアンこうくう、ペルシア語: هواپیمایی کاسپین; Havāpeimāī-ye Kāspiyan、英語: Caspian Airlines）はイランの航空会社。1993年にテヘランで設立された。テヘランとイランの主要都市間の国内線、テヘランからアルメニア、ウクライナ、アラブ首長国連邦、シリア、トルコへの国際線を運航している。テヘランのメヘラーバード国際空港を拠点としている。

## 沿革
カスピアン航空は1993年に設立。同9月に運航を開始した。イランとロシアの合弁事業であり、機材はロシア製のツポレフを用いている。2016年12月をもって同社は、イランからシリアへの人員および武器を含む不正な物資輸送によってイスラム革命防衛隊のメンバーを支援したとして、アメリカ合衆国財務省から外国の事業体とのいかなる種類の取引にも関与することを禁じられている。

## 就航都市

### 国内線
- イラン
  - アーバーダーン （アーバーダーン空港）
  - アフヴァーズ （アフヴァーズ空港）
  - アサールーイェ （アサールーイェ空港）
  - ゴルガーン （ゴルガーン空港）
  - エスファハーン （シャヒード・ベヘシュティー国際空港）
  - キーシュ島 （キーシュ国際空港）
  - マフシャフル （マフシャフル空港）
  - マシュハド （マシュハド国際空港）
  - サーリー （ダシュテ・ナーズ空港）
  - シーラーズ （シーラーズ国際空港）
  - タブリーズ （タブリーズ国際空港）
  - テヘラン （メヘラーバード国際空港）  ハブ
  - テヘラン （エマーム・ホメイニー国際空港）  ハブ
  - オルーミーイェ （オルーミーイェ空港）
  - ヤズド （シャヒード・サードゥーギー空港）
  - ザーボル （ザーボル空港）
  - ザーヘダーン （ザーヘダーン空港）

### 国際線
- アルメニア
  - エレヴァン （ズヴァルトノッツ国際空港）
- シリア
  - ダマスカス （ダマスカス国際空港）
- トルコ
  - イスタンブール （アタテュルク国際空港）
- アラブ首長国連邦
  - ドバイ （ドバイ国際空港）
- ウクライナ
  - キエフ （ボリースピリ国際空港）

## 機材
カスピアン航空の機材は以下の通り（2020年2月6日現在）。
- 4 ツポレフ Tu-154M
- 不明　MD83 (2020年1月に内1機が着陸失敗事故を起こしている)
- 不明　737-500(機体記号 EP-KPB)

## 事故
2009年7月15日、カスピアン航空7908便（ツポレフ Tu-154M）が、テヘランを離陸し、エレヴァンに向けて飛行中、イラン・ガズヴィーン州付近で墜落。搭乗していた168人（乗客153人、乗員15人）全員が死亡した。
2020年1月27日、カスピアン航空6936便（マクドネル・ダグラス MD-83）が目的地のマフシャフル空港に着陸した際に滑走路をオーバーラン。2名が負傷したが、犠牲者は出なかった。